# Fort Gibson
Fort Gibson – miasto w Stanach Zjednoczonych, w stanie Oklahoma, w hrabstwie Muskogee.